# Aphrodite Kallipygos

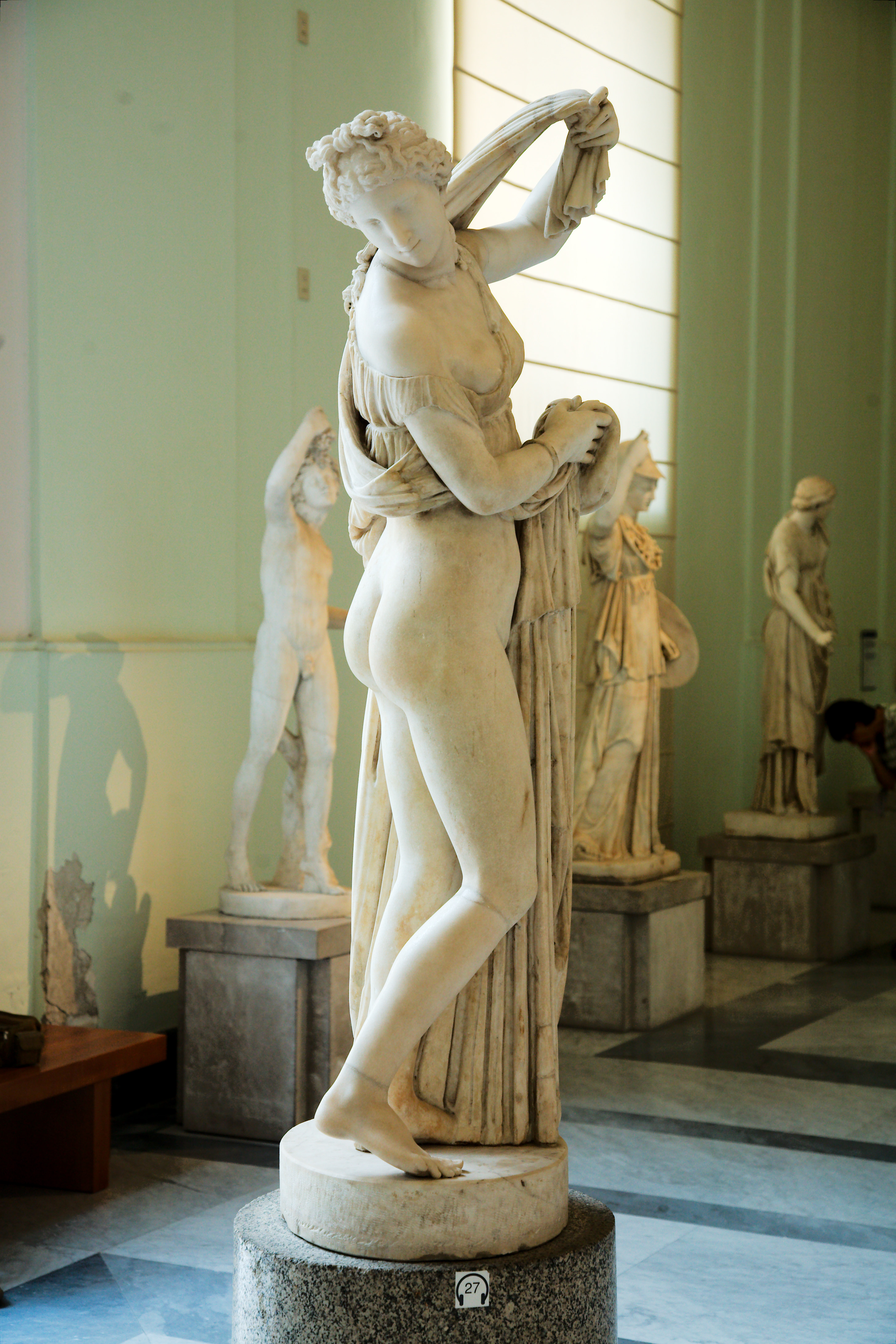
Aphrodite Kallipygos (Archäologisches Nationalmuseum Neapel)

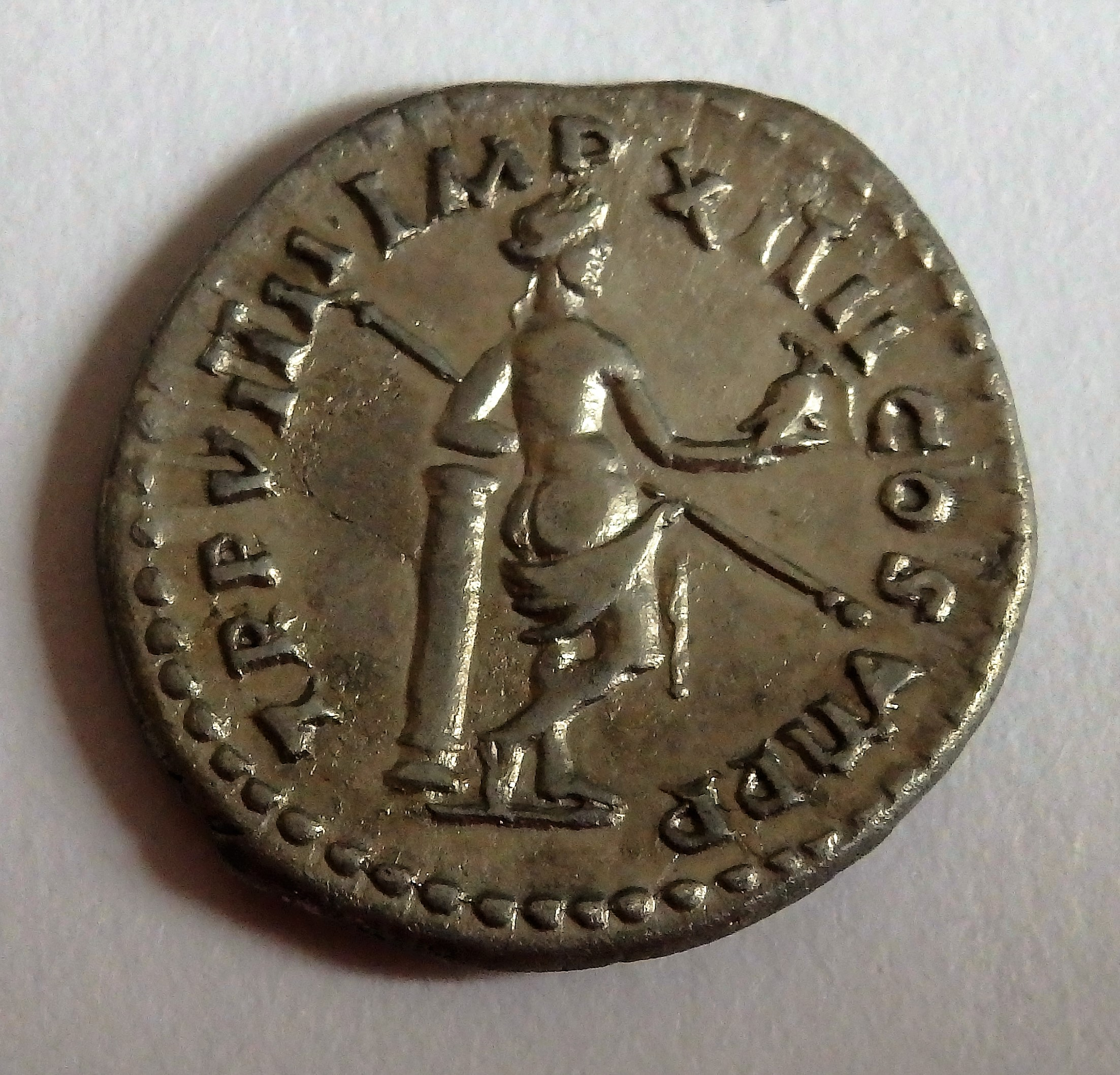
Bild einer fast nackten Venus von hinten, auf Münze (Denar) des Titus

Aphrodite Kallipygos oder Venus Kallipygos (griechisch καλλίπυγος ‚mit schönem Po‘ oder ‚Prachtarsch‘) ist ein Beiname der Aphrodite beziehungsweise der Venus, der für Statuen und Münzen verwendet wird, die sie nach hinten blickend darstellen. Das Motiv fand sowohl zur Zeit der späten Republik als auch der frühen Kaiserzeit gelegentlich Verwendung auf Münzen.
Nach Buch zwölf der Deipnosophistai von Athenaios geht der Name auf die Geschichte zweier sizilischer Mädchen aus Syrakus zurück. Sie stritten sich, welche von ihnen den schöneren Hintern habe. Ein vorbeigehender junger Mann wurde aufgefordert, als Schiedsrichter darüber zu urteilen. Er entschied für die Ältere und vermählte sich mit ihr, sein Bruder heiratete die jüngere der beiden Schwestern. Die Mädchen, die durch die Ehen reich geworden waren, errichteten daraufhin einen der Aphrodite geweihten Tempel in Syrakus. Die dort aufgestellte Statue blickte über ihre Schulter und versuchte ihren Hintern zu sehen.
Eine bekannte Statue dieser Art ist im Archäologischen Nationalmuseum Neapel zu sehen.